# Eşref Apak
Eşref Apak (Kalecik, 3 gennaio 1982) è un martellista turco.

## Carriera
Nel 2004 ha vinto la medaglia di bronzo ai Giochi olimpici di Atene 2004 a seguito delle squalifiche per doping dell'ungherese Adrián Annus e del bielorusso Ivan Cichan. L'anno successivo ha trionfato ai Giochi del Mediterraneo. È stato allontanato dalle competizioni, a sua volta, dal 2013 al 2015 a causa dell'utilizzo di stanozololo.

È stato sposato alla velocista Sema Aydemir, dal quale ha avuto un bambino.

## Record nazionali
- Martello: 81,45 m ( Istanbul, 4 giugno 2005)

## Palmarès
| Anno | Manifestazione                    | Sede           | Evento              | Risultato | Prestazione | Note                                   |
| ---- | --------------------------------- | -------------- | ------------------- | --------- | ----------- | -------------------------------------- |
| 2000 | Mondiali juniores                 | Santiago       | Lancio del martello | Oro       | 69,97 m     | Miglior prestazione nazionale under 20 |
| 2001 | Giochi del Mediterraneo           | Tunisi         | Lancio del martello | 6º        | 71,06 m     |                                        |
| 2003 | Europei under 23                  | Bydgoszcz      | Lancio del martello | Argento   | 76,52 m     |                                        |
| 2004 | Giochi olimpici                   | Atene          | Lancio del martello | Bronzo    | 79,51 m     |                                        |
| 2005 | Universiade                       | Smirne         | Lancio del martello | Argento   | 76,18 m     |                                        |
| 2005 | Giochi del Mediterraneo           | Almería        | Lancio del martello | Oro       | 77,78 m     |                                        |
| 2005 | Mondiali                          | Helsinki       | Lancio del martello | 17º (q)   | 73,04 m     |                                        |
| 2006 | Europei                           | Göteborg       | Lancio del martello | 19º (q)   | 70,17 m     |                                        |
| 2007 | Mondiali                          | Osaka          | Lancio del martello | 11º       | 76,59 m     |                                        |
| 2008 | Giochi olimpici                   | Pechino        | Lancio del martello | 16º (q)   | 74,45 m     |                                        |
| 2009 | Mondiali                          | Berlino        | Lancio del martello | 27º (q)   | 70,70 m     |                                        |
| 2011 | Mondiali                          | Taegu          | Lancio del martello | 17º (q)   | 73,38 m     |                                        |
| 2012 | Giochi olimpici                   | Londra         | Lancio del martello | 17º (q)   | 73,47 m     |                                        |
| 2015 | Mondiali                          | Pechino        | Lancio del martello | 17º (q)   | 73,01 m     |                                        |
| 2016 | Giochi olimpici                   | Rio de Janeiro | Lancio del martello | 24º (q)   | 70,08 m     |                                        |
| 2016 | Europei                           | Amsterdam      | Lancio del martello | nm (q)    | nm (q)      |                                        |
| 2017 | Giochi della solidarietà islamica | Baku           | Lancio del martello | Oro       | 74,32 m     |                                        |
| 2017 | Europei a squadre                 | Lilla          | Lancio del martello | Argento   | 71,53 m     |                                        |
| 2017 | Mondiali                          | Londra         | Lancio del martello | 16º (q)   | 73,55 m     |                                        |
| 2018 | Europei                           | Berlino        | Lancio del martello | 17º (q)   | 72,70 m     |                                        |
| 2021 | Giochi olimpici                   | Tokyo          | Lancio del martello | 9º        | 76,71 m     |                                        |

## Altre competizioni internazionali
2021
- Oro in Coppa Europa di lanci ( Spalato), lancio del martello - 75,99 m